# Parco Acquasanta

## Storia e descrizione
Nel Parco termale Acqua Santa, un parco secolare di 7 ettari di verde, sgorgano l’omonima sorgente termale dell’Acqua Santa e la fonte termale Fucoli, le cui proprietà curative
erano già note agli Etruschi e ai Romani. L’antica vocazione curativa è confermata dal ritrovamento di reperti legati al culto delle acque: statuette sacre e riproduzioni votive di
fegati in pietra e bronzo, conservati nel Museo Archeologico.
Nel perimetro del Parco termale Acqua Santa troviamo la Fontana dei Pavoni, la Sala Mescita dell’Acqua Santa e Fucoli, la Sala Nervi, la Sala Ottagonale e il bar, la Sala Fellini, le Terme sensoriali e il Parco Fucoli - Pala Montepaschi.

## Fontana dei pavoni
I pavoni sono l’immagine simbolo delle Terme di Chianciano: realizzati in bronzo nel XVIII secolo sono stati posizionati sulla Fontana all’ingresso del Parco fin dal 1926, anno della
ristrutturazione a cura dell’architetto Ugo Tarchi. Un terzo pavone, rappresentato nell’atto di fare la ruota e posizionato su una colorata fontana situata in Piazza Gramsci, nel centro
storico.

## Sala Mescita dell'Acqua Santa e Fucoli
La sorgente dell’Acqua Santa affiora da una grotta rocciosa attraverso un canale di origine etrusca, posizionato ai piedi della collina che sovrasta la città di Chianciano. Il manufatto,
realizzato esattamente nel punto dove l’acqua fuoriesce dal canale, tra il 1919 e il 1929 è chiamato Sancta Sanctorum. Ha la funzione di preservare le proprietà delle acque essendo completamente sigillato e beneficia di un miracolo dell’ingegneria idraulica, infatti l’acqua termale, dopo il Sancta Sanctorum, attraverso una tubazione arriva ai cosiddetti bocchelli per la mescita mediante un gioco di vasi comunicanti, senza l’ausilio di motori o mezzi meccanici.
L’Acqua Santa sgorga in modo naturale con una portata variabile di ½ litro al secondo e ancora oggi la misurazione ufficiale della portata dell’acqua viene fatta con un boccale in ferro da ½ litro, creato insieme al Sacta Sanctorum.
Mediante una tubazione dedicata, almeno 4 volte all’anno viene portata in una struttura adiacente per essere imbottigliata rigorosamente in vetro.
Le indicazioni terapeutiche della fonte termale dell’Acqua Santa riguardano le malattie del fegato, delle vie biliari e del ricambio. In particolare:
- Disordine funzionale epato-biliare
- Alterazione della funzione motoria e del potere di contrazione della colecisti
- Affezioni infiammatorie, non in fase acuta, della colecisti e della vie biliare
- Postumi digestivi e dolorosi degli interventi chirurgici sulle vie biliari
- Calcolosi biliare colesterolica[4]

La temperatura alla sorgente è di 33 °C, ha un residuo fisso a 180 °C di grammi e la sua classificazione come bicarbonato – solfato – calcica la rende un’acqua ideale per stimolare la produzione della bile nel fegato (azione idrocoleretica) e il suo deflusso attraverso la via biliare; provocare la contrazione della colecisti (azione colocistocinetica) e lo svuotamento della bile nell’intestino; incrementare la frequenza del circolo enteropatico degli acidi biliari. Viene usata esclusivamente per bibita, a digiuno, in modo da favorire le funzioni della bile:
digestione e assorbimento dei grassi alimentari e l’eliminazione di sostanze non utili all’organismo.
Accanto a questa sorgente troviamo un’altra fonte perfetta per la cura inalatoria: si tratta dell’Acqua Santissima anche per questa acqua è stato creato un ambiente di contenimento particolare, e il suo spillaggio viene fatto ciclicamente per garantire la qualità dei servizi inalatori e di aerosol.
Alcune cannelle sono poi riservate all’erogazione stagionale di Acqua Fucoli. L’Acqua Fucoli, bicarbonato-solfato-calcica, ha un residuo fisso a 180 °C di grammi 2,60 ed una temperatura alla sorgente di 16,5 °C. L’Acqua Fucoli determina l’aumento della quantità e del flusso della bile, regola la motilità intestinale, esercita azione antiflogistica della mucosa gastro-duodenale e attiva la diuresi. È usata per bibita, preferibilmente nel tardo pomeriggio in dosi di 400-800 grammi, opportunamente frazionate.
Le principali indicazioni terapeutiche della fonte termale dell'Acqua Fucoli sono:
- dispepsia epato-biliare (a completamento della cura con Acqua Santa)
- dispepsia gastrica e duodenale
- colon irritabile
- stipsi abituale

## Il Salone Nervi – Sala Ottagonale
ll Salone Nervi, situato all’interno del parco delle Terme di Chianciano, prende il nome dal celebre architetto Pier Luigi Nervi che, nel 1952, ne disegnò il particolarissimo soffitto. 
L’opera si inserisce insieme ad altri padiglioni nell’articolato corpo di fabbrica dell'ingresso scandito da pilastri a doppia altezza, raccordando i diversi volumi con un’ampia pensilina a sbalzo, ad un estremo emerge il cilindro ellittico con il tamburo della grande sala destinata allo spettacolo e al ballo, elegantemente allestita a questo scopo, e temporaneamente utilizzata anche come sala incontri per congressi. Di forma ellittica con le pareti affacciate verso l’esterno completamente vetrate, integrandosi con gli spazi di svago e relazione esterni, l’opera trova naturalmente nella leggerezza della copertura la straordinaria cifra nerviana. La soluzione adottata per essa trova forma nella struttura a vista, formata da elementi prefabbricati in ferro-cemento collegati da nervature gettate in opera, sottolineando come nell’anello periferico le nervature risultano prive degli elementi di collegamento lasciando filtrare la luce naturale che proviene dalla vetrata perimetrale situata al di sopra del piano di imposta della cupola. Il salone è estremamente luminoso, dotato di un arredamento vintage e si presta ottimamente per convegni, serate di rappresentanza, feste da ballo, spettacoli, concerti ed eleganti cene.
Un’opera di grande fascino e suggestione che ricorda un’altra grande sala realizzata dallo stesso architetto: la sala Paolo VI  a Roma che si inserisce nel solco delle sperimentazioni aperte da Nervi col Palazzo delle esposizioni di Torino.
Adiacente alla sala Nervi, si trova uno spazio elegante e di grande fascino: la Sala Ottagonale, adattissima per esposizioni, un'area esterna dedicata al ballo e alla musica dal vivo e il bar.

## Sala Fellini
All’interno del Parco dell’Acqua Santa, tra alberi secolari troviamo la Sala Fellini, una sala moderna ed elegante intitolata al regista Federico Fellini, che si ispirò alle atmosfere termali chiancianesi per la realizzazione del suo film Otto e mezzo del 1963 proprio mentre trascorreva le sue vacanze con la moglie Giulietta Masina. Il regista visse con Chianciano Terme un solido legame e ricostruì a Cinecittà le infrastrutture termali. Il film Oscar nel 1964, racconta la crisi creativa del regista Guido Anselmi (Marcello Mastroianni) che trascorre un periodo di riposo in una stazione termale. Guido cerca di risolvere i propri problemi fisici e cardiaci e quelli della produzione del film. La quiete che vorrebbe è continuamente minata dalla presenza delle maestranze (produttore, tecnici, attori) che soggiornano nel suo stesso albergo. Ma il suo spirito creativo si è inaridito e non riesce a dare una direzione chiara al suo progetto cinematografico. Oltretutto, affronta anche guai sentimentali, fra moglie e amante. Nel film Claudia Cardinale e la musa di Fellini Sandra Milo, irrompono con la loro iconica bellezza.

## Terme sensoriali
Terme Sensoriali, la moderna spa basata sulla naturopatia. Propone 20 diverse esperienze e percorsi benessere personalizzati; realizzate nel 2006 riutilizzando i volumi
dell’auditorium Sala Garboli. Dispone di un centro massaggi con programmi personalizzati per la remise en forme ed il relax psicofisico. Offre anche il percorso del gusto
per un'esperienza enogastronomica a Km 0 con prodotti della terra Toscana, coltivati da agricoltori locali nel rispetto della biodiversità.
lle Terme sensoriali l'ospite in tre ore e mezzo di tempo, ha la possibilità di seguire percorsi diversi, mettendo in ordine le venti stanze che si incontrano per ottenere uno specifico risultato, depurativo, energizzante, riequilibrante. All'interno si incontrano: la piramide energetica, il melmarium, l'ice crash, piscine con idromassaggi, una di acqua salina, due saune, il bagno turco, le docce emozionali, la fonte dell'Acqua Santa, l'aromaterapia, la cromoterapia, la musicoterapia, il percorso Kneipp e la stanza del silenzio interiore. Esiste anche un'area relax interna dove sorseggiare tisane e un giardino dove prendere il sole. Si trova anche la “stanza del gusto” con un menu a buffet ideato dal professor Nicola Sorrentino. Al piano superiore delle Terme sensoriali, il Centro Benessere è stato studiato per coniugare le moderne tecnologie per la remise en forme ed il rilassamento psico-fisico con l'estetica classica e le tecniche derivate dalla saggezza orientale, dalla naturopatia e medicina olistica.